# Hausz Murszid Siman
Hausz Murszid Siman (arab. حوش مرشد سمعان) – wieś w Syrii, w muhafazie Hims. W 2004 roku liczyła 802 mieszkańców.